# Glenn Theodore Seaborg
Glenn Theodore Seaborg   (Ishpeming, 19 d'abril de 1912 - Lafayette, 25 de febrer de 1999) fou un físic, químic i professor universitari estatunidenc guardonat amb el Premi Nobel de Química l'any 1951.

## Biografia
Va néixer el 19 d'abril de 1912 a la ciutat d'Ishperming, situada a l'estat nord-americà de Michigan. Va estudiar física i química a la Universitat de Califòrnia a Los Angeles i posteriorment va ampliar els seus estudis a la Universitat de Berkeley, on es va doctorar el 1937. El 1939 fou nomenat professor ajudant de química a la Universitat de Berkeley, esdevenint professor titular el 1945 i entre 1958 i 1961 fou president de la mateixa universitat.
El 24 d'agost de 1998, mentre estava a Boston per assistir a una reunió de l'American Chemical Society, Seaborg va patir un accident vascular cerebral, que va provocar la seva mort sis mesos després, el 25 de febrer de 1999, a la seva casa de Lafayette, ciutat situada a l'estat de Califòrnia.

## Recerca científica
Inicià la seva recerca al costat de Frederick Soddy, del qual supervisà els seus treballs sobre isòtop, i d'Otto Hahn, de qui va supervisar els seus llibres sobre radioquímica aplicada.
El químic Edwin McMillan en el desenvolupament dels seus estudis sobre la fissió del nucli atòmic va descobrir el neptuni, un dels productes de la desintegració de l'isòtop 239 de l'urani. L'any 1940 Seaborg, en col·laboració amb Philip Abelson, va assolir aïllar aquest nou element, el primer pertanyent a la sèrie dels transurànids, la qual constitueix una font d'energia nuclear.
Al seu laboratori de Berkeley Seaborg, juntament amb un bon nombre de col·laboradors, aconseguí descobrir uns altres nou elements nous de la taula periòdica: plutoni (Pu), americi (Am), curi (Cm]), berkeli (Bk), el californi (Cf), einsteini (Es), fermi (Fm), mendelevi (Md) i nobeli (No). La predicció de les propietats químiques i la localització d'aquests elements a la Taula periòdica ve determinada pel principi exposat per Seaborg l'any 1944, conegut com a concepte actínid, segons el qual els elements més pesats que l'urani constituïxen un grup separat dins de la Taula Periòdica.
Durant la Segona Guerra Mundial va col·laborar en el desenvolupament de la primera bomba atòmica, participant en l'anomenat Projecte Manhattan. L'any 1945 va aconseguir superar els límits teòrics de les velocitats de les partícules accelerades en un ciclotró i, independentment a la recerca del científic soviètic Vladimir Veksler, va trobar la manera de mantenir la sincronització per a velocitats indefinides.
L'any 1951 Seaborg compartí el Premi Nobel de Química amb Edwin McMillan per les seves investigacions sobre els transurànics.
Entre 1961 i 1971 fou cap de la Comissió nord-americana d'Energia Atòmica, posició en la qual afavorí la signatura per part del president dels Estats Units Lyndon B. Johnson del Tractat de No proliferació nuclear de 1968.

## Reconeixements
En honor seu s'anomenà l'element químic seaborgi (Sg), descobert l'any 1974, així com l'asteroide (4856) Seaborg descobert l'11 de juny de 1983 per Carolyn S. Shoemaker.